# Contea di Lixin
La contea di Lixin (利辛县S, LìxīnP) è una contea della Cina, situata nella provincia dell'Anhui.